# Alischer Gulow
Alischer Gulow (russisch Алишер Гулов; * 24. August 1989) ist ein tadschikischer Taekwondoin. Er startet im Mittel- und Schwergewicht.
Gulow wird von John Jong-hu trainiert. Seine ersten internationalen Titelkämpfe bestritt er bei der Weltmeisterschaft 2009 in Kopenhagen, schied jedoch in der Klasse bis 80 Kilogramm nach seinem Auftaktkampf aus. Im folgenden Jahr gewann er bei der Asienmeisterschaft mit Silber seine erste internationale Medaille. Bei der Weltmeisterschaft 2011 in Gyeongju konnte Gulow mit zwei Auftaktsiegen ins Achtelfinale einziehen, schied dort jedoch gegen Issam Chernoubi aus. Beim asiatischen Olympiaqualifikationsturnier 2011 in Bangkok erreichte Gulow im Schwergewicht über 80 Kilogramm das Finale gegen Liu Xiaobo und qualifizierte sich für die Olympischen Spiele 2012 in London. Dort kam er auf den siebten Platz.